# Facultad de Ciencias de la Comunicación (Universidad Rey Juan Carlos)
La Facultad de Ciencias de la Comunicación de la Universidad Rey Juan Carlos es una de las facultades que componen actualmente la Universidad Rey Juan Carlos. Imparte las titulaciones vinculadas al ámbito de la comunicación. Tiene su sede en el Campus de Fuenlabrada, aunque también imparte docencia en los campus de Aranjuez y Madrid.

## Historia
La facultad se crea en 2003 tras escindirse de la Facultad de Ciencias Jurídicas y Sociales los estudios de periodismo, comunicación audiovisual, publicidad, turismo e ingeniería de telecomunicaciones. De este modo, se pone en marcha inicialmente como Facultad de Ciencias de la Comunicación y del Turismo.
En 2005 adopta su denominación actual, Facultad de Ciencias de la Comunicación, pues se escinden de ella los estudios de turismo e ingeniería de telecomunicación, que pasan a impartirse en la Escuela Universitaria de Turismo y en la Escuela Técnica Superior de Ingeniería de Telecomunicación, respectivamente.
Así pues, desde 2005 hasta hoy, asume en exclusiva y se especializa en la docencia de los estudios relacionados con las ciencias de la información y de la comunicación.

## Estudios
La Facultad de Ciencias de la Comunicación de la Universidad Rey Juan Carlos imparte actualmente las siguientes enseñanzas universitarias oficiales:

### Grados
- Grado en Comunicación Audiovisual
- Grado en Comunicación Digital
- Grado en Periodismo
- Grado en Publicidad y Relaciones Públicas
- Grado en Protocolo, Organización de Eventos y Comunicación Corporativa

### Dobles Grados
- Doble Grado en Comunicación Audiovisual y Administración y Dirección de Empresas
- Doble Grado en Periodismo y Comunicación Audiovisual
- Doble Grado en Publicidad y Relaciones Públicas y Administración y Dirección de Empresas
- Doble Grado en Publicidad y Relaciones Públicas y Marketing

## Departamentos
Tienen su sede en esta facultad los siguientes departamentos de la Universidad Rey Juan Carlos:
- Departamento de Ciencias de la Comunicación y Sociología
- Departamento de Comunicación Audiovisual y Publicidad
- Departamento de Periodismo y Comunicación Corporativa

## Profesores ilustres
- Carmen Caffarel, exdirectora de RTVE y del Instituto Cervantes.[9]
- Enric Saperas Lapiedra, reconocido teórico e investigador en el ámbito de las ciencias de la comunicación.[10]
- Juan Luis López-Galiacho, reconocido periodista de investigación y fundador de El Cierre Digital.[11]
- Sonia Núñez Puente, especialista en estudios feministas y coautora, con Lucía Etxebarria, del ensayo En brazos de la mujer fetiche (Destino, 2002).[12]